# Акім Латіфу
Акім Латіфу (англ. Akeem Latifu; нар. 16 листопада 1989, Кано) — нігерійський футболіст, захисник. Провів кілька матчів за національну збірну Нігерії.

## Клубна кар'єра
Народився 16 листопада 1989 року в місті Кано. Вихованець футбольної школи клубу «Бассдор Юнайтед».
У дорослому футболі дебютував 2007 року виступами за основну команду «Бассдор Юнайтед», в якій провів один сезон, взявши участь лише у 35 матчах другого за рівнем дивізіону Нігерії.
Своєю грою привернув увагу представників тренерського штабу клубу «Оушен Бойз» з нігерійської Прем'єр-ліги, до складу якого приєднався 2008 року. У цій команді закріпитись не зумів і на початку 2010 року перейшов до клубу «Аква Юнайтед».
В серпні 2010 року став гравцем норвезького «Стремсгодсета», з яким того ж року виграв національний кубок, але також закріпитись не зумів.
З початку 2011 року два з половиною сезони захищав кольори клубу «Годд» з другого за рівнем дивізіону Норвегії, разом з яким також став володарем національного кубка та наступного сезону дебютував у єврокубках. Більшість часу, проведеного у складі «Годда», був основним гравцем захисту команди.
З серпня 2013 року Латіфу став виступати за «Олесунн», провівши за 2,5 роки 72 матчі й забивши 2 м'ячі у всіх турнірах.
На початку 2016 року підписав контракт з кам'янською «Сталлю». У червні того ж року залишив кам'янський клуб.
Наприкінці червня 2016 року перейшов до складу турецького клубу «Аланьяспор», але вже на початку вересня того ж року контракт було розірвано.

## Виступи за збірні
Протягом 2005 — 2007 років залучався до складу молодіжної збірної Нігерії. У її складі був учасником молодіжного чемпіонату світу 2007 року, на якому нігерійці дійшли до чвертьфіналу. Всього на молодіжному рівні зіграв у 9 офіційних матчах.
2015 року дебютував в офіційних матчах у складі національної збірної Нігерії: в березні виходив на заміни в товариських поєдинках проти збірної Південної Африки (1:1) і Уганди (0:1). Наразі ці матчі залишаються єдиними для гравця у формі головної команди країни.

## Статистика виступів

### Статистика клубних виступів
| Сезон               | Клуб                | Чемпіонат           | Чемпіонат | Чемпіонат | Національний кубок | Національний кубок | Національний кубок | Континентальні кубки | Континентальні кубки | Континентальні кубки | Суперкубки | Суперкубки | Суперкубки | Усього | Усього |
| Сезон               | Клуб                | Ліга                | Ігор      | Голів     | Ліга               | Ігор               | Голів              | Ліга                 | Ігор                 | Голів                | Ліга       | Ігор       | Голів      | Ігор   | Голів  |
| ------------------- | ------------------- | ------------------- | --------- | --------- | ------------------ | ------------------ | ------------------ | -------------------- | -------------------- | -------------------- | ---------- | ---------- | ---------- | ------ | ------ |
| 2007–08             | «Бассдор Юнайтед»   | Д1 (ІІ)             | 35        | 10        | КН                 | ?                  | ?                  | -                    | -                    | -                    | -          | -          | -          | 35+    | 10+    |
| 2008–09             | «Оушен Бойз»        | ПЛ                  | 12        | 1         | КН                 | ?                  | ?                  | -                    | -                    | -                    | -          | -          | -          | 12+    | 1+     |
| 2009–10             | «Аква Юнайтед»      | Д1 (ІІ)             | 15        | 5         | КН                 | ?                  | ?                  | -                    | -                    | -                    | -          | -          | -          | 15+    | 5+     |
| 2010                | «Стремсгодсет»      | Е                   | 2         | 0         | КН                 | 0                  | 0                  | -                    | -                    | -                    | -          | -          | -          | 2      | 0      |
| 2011                | «Годд»              | 1Д (ІІ)             | 30        | 1         | КН                 | 3                  | 1                  | -                    | -                    | -                    | -          | -          | -          | 33     | 2      |
| 2012                | «Годд»              | 1Д (ІІ)             | 29        | 1         | КН                 | 7                  | 0                  | -                    | -                    | -                    | -          | -          | -          | 36     | 1      |
| 2013                | «Годд»              | 1Д (ІІ)             | 17        | 3         | КН                 | 3                  | 0                  | ЛЄ                   | 1                    | 0                    | -          | -          | -          | 21     | 3      |
| Усього за «Годд»    | Усього за «Годд»    | Усього за «Годд»    | 76        | 5         |                    | 13                 | 1                  |                      | 1                    | 0                    |            | -          | -          | 90     | 6      |
| 2013                | «Олесунн»           | Е                   | 11        | 0         | КН                 | -                  | -                  | -                    | -                    | -                    | -          | -          | -          | 11     | 0      |
| 2014                | «Олесунн»           | Е                   | 29        | 1         | КН                 | 4                  | 1                  | -                    | -                    | -                    | -          | -          | -          | 33     | 1      |
| 2015                | «Олесунн»           | Е                   | 29        | 1         | КН                 | 3                  | 0                  | -                    | -                    | -                    | -          | -          | -          | 32     | 1      |
| Усього за «Олесунн» | Усього за «Олесунн» | Усього за «Олесунн» | 69        | 2         |                    | 7                  | 1                  |                      | -                    | -                    |            | -          | -          | 76     | 3      |
| Усього              | Усього              | Усього              | 147+      | 7+        |                    | 20+                | 2+                 |                      | 1                    | 0                    |            | -          | -          | 168+   | 9+     |

## Титули й досягнення
- Володар Кубка Норвегії (2):

«Стремсгодсет»: 2010
«Годд»: 2012